# Tünel (distrikt i Mongoliet)
Tünel (mongoliska: Түнэл Сум, Түнэл, Tünel Sum) är ett distrikt i Mongoliet.   Det ligger i provinsen Chövsgöl, i den centrala delen av landet, 500 km väster om huvudstaden Ulaanbaatar.